# Dorans
Dorans ist eine französische Gemeinde mit 823 Einwohnern (Stand: 1. Januar 2022) im Territoire de Belfort in der Region Bourgogne-Franche-Comté. Die Bewohner werden Doranais und Doranaises genannt.
Die Gemeinde erhielt 2023 die Auszeichnung „Eine Blume“, die vom Conseil national des villes et villages fleuris (CNVVF) im Rahmen des jährlichen Wettbewerbs der blumengeschmückten Städte und Dörfer verliehen wird.

## Geographie
Dorans liegt auf 362 m, etwa sechs Kilometer südlich der Stadt Belfort (Luftlinie). Das Dorf erstreckt sich im Bereich der Burgundischen Pforte, in einer weiten Mulde westlich des Tals der Savoureuse, am Ostrand der Hügel des Grand Bois.
Die Fläche des 3,77 km² großen Gemeindegebiets umfasst einen Abschnitt der leicht gewellten Landschaft im Bereich der Burgundischen Pforte (Trouée de Belfort). Die östliche Grenze verläuft inmitten der rund ein Kilometer breiten Talebene der Savoureuse, die für die Entwässerung nach Süden zum Allan sorgt. In der Talebene befindet sich auch die Wasserstraße des Canal de la Haute-Saône, eines Seitenastes des Rhein-Rhône-Kanals.

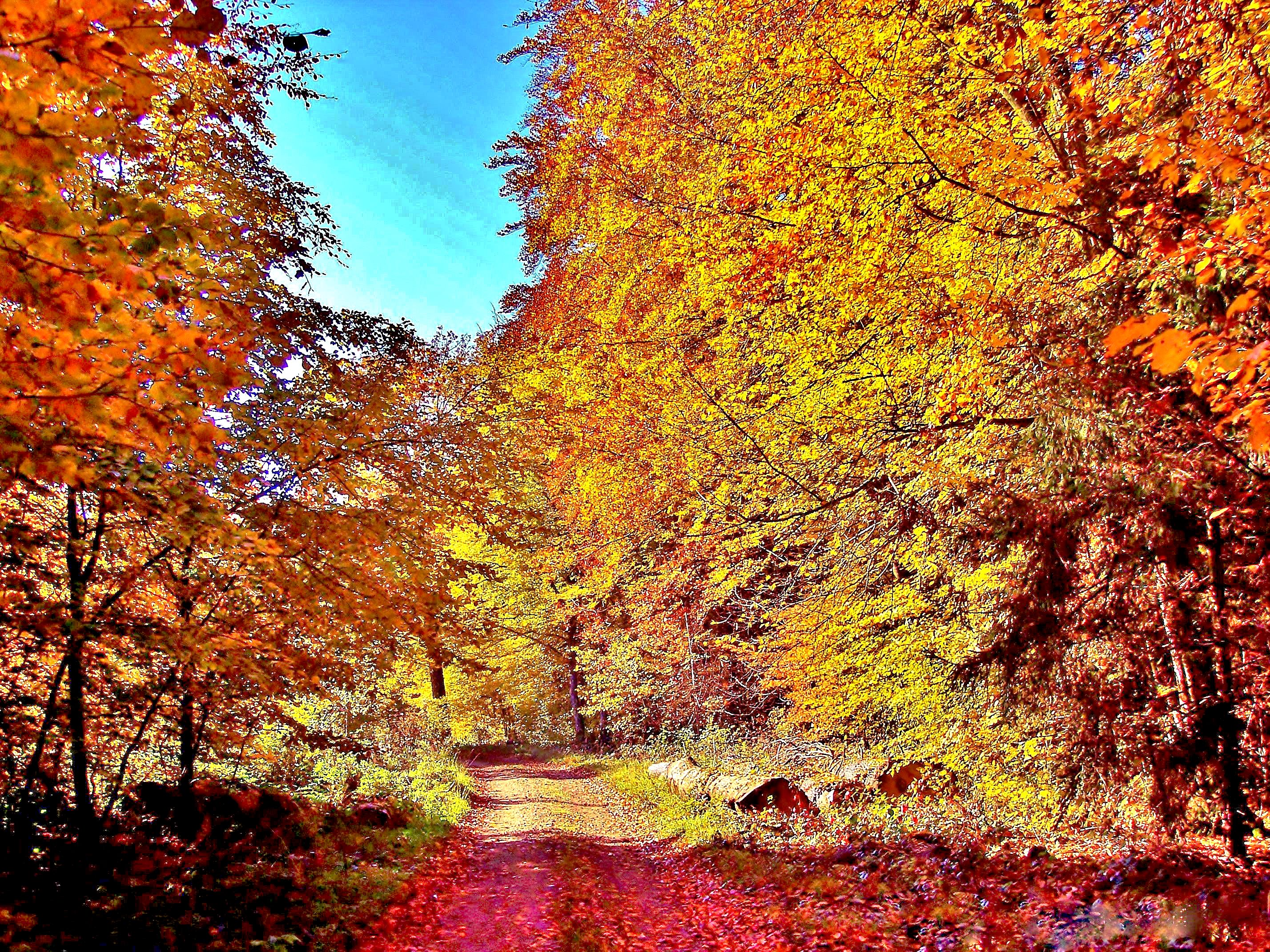
Höhenweg im Grand Bois

Von der Talebene, die durchschnittlich auf 340 m liegt, erstreckt sich das Gemeindeareal westwärts in die langgezogene Mulde von Dorans. Diese wird von mehreren Anhöhen umgeben, die teils mit Wald, teils mit Acker- und Wiesland bestanden sind. Im Norden befindet sich die Höhe Les Cerisiers (402 m), im Westen der Grand Bois (bis 410 m), im Südwesten die Höhe von La Verpillière, auf der mit 427 m die höchste Erhebung von Dorans erreicht wird, und im Südosten der Bois des Camouchots. Der Bereich um das Fort von La Verpillière gehört zu einem Militärgebiet.
Nachbargemeinden von Dorans sind Argiésans und Botans im Norden, Sevenans im Osten, Bermont im Süden sowie Brevilliers und Banvillars im Westen.

## Geschichte
Erstmals urkundlich erwähnt wird Dorans im Jahr 1189 unter dem Namen Daurans. Zunächst im Einflussbereich der Herren von Montbéliard stehend, gelangte Dorans Mitte des 14. Jahrhunderts unter die Oberhoheit der Habsburger. Zusammen mit dem Sundgau kam das Dorf mit dem Westfälischen Frieden 1648 an die französische Krone. Seit 1793 gehörte Dorans zum Département Haut-Rhin, verblieb jedoch 1871 als arrondissement subsistant du Haut-Rhin im Gegensatz zum restlichen Elsass bei Frankreich. Ab Mitte der 1870er Jahre wurde das Fort La Verpillière errichtet, das zum Befestigungsring von Belfort gehört. Seit 1998 war Dorans zunächst Teil des Gemeindeverbandes Communauté d’Agglomération Belfortaine, der 2017 in der Grand Belfort Communauté d’Agglomération aufging.

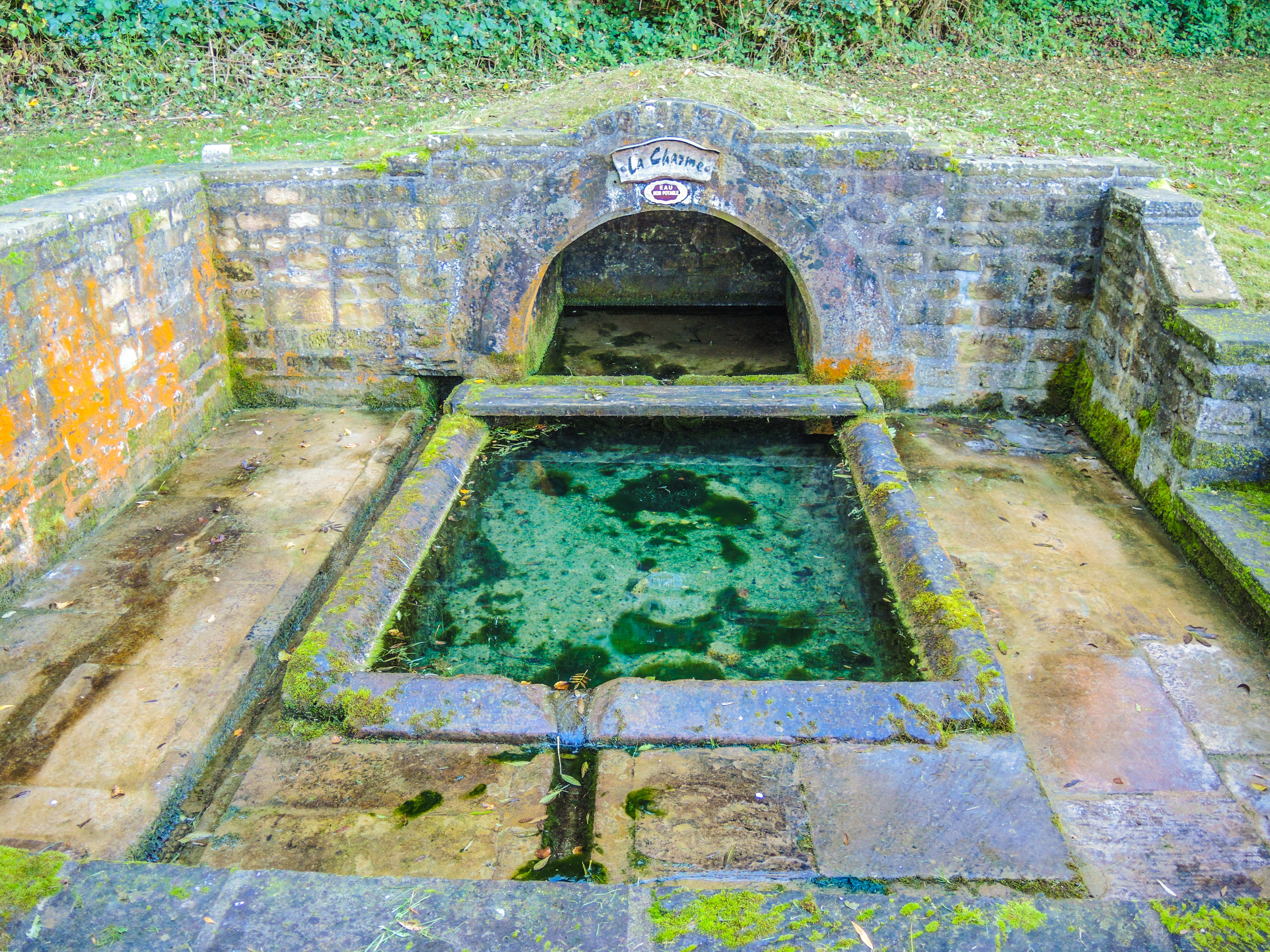
Quelle der Charme

## Sehenswürdigkeiten
Dorans besitzt eine kleine Kapelle, ist aber der Pfarrei Bermont angeschlossen. Der alte Ortskern ist geprägt durch verschiedene Bauernhäuser im traditionellen Stil der Franche-Comté aus dem 18. und 19. Jahrhundert.

## Bevölkerung
| Bevölkerungsentwicklung | Bevölkerungsentwicklung |
| Jahr                    | Einwohner               |
| ----------------------- | ----------------------- |
| 1962                    | 238                     |
| 1968                    | 306                     |
| 1975                    | 411                     |
| 1982                    | 447                     |
| 1990                    | 509                     |
| 1999                    | 552                     |

Mit 823 Einwohnern (1. Januar 2022) gehört Dorans zu den kleinen Gemeinden des Département Territoire de Belfort. Nachdem die Einwohnerzahl in der ersten Hälfte des 20. Jahrhunderts meist im Bereich zwischen 200 und 270 Personen gelegen hatte, wurde seit Beginn der 1970er Jahre ein kräftiges Bevölkerungswachstum verzeichnet.

## Wirtschaft und Infrastruktur
Dorans war bis weit ins 20. Jahrhundert hinein ein vorwiegend durch die Landwirtschaft (Ackerbau, Obstbau und Viehzucht) geprägtes Dorf. Daneben gibt es heute verschiedene Betriebe des lokalen Kleingewerbes. Mittlerweile hat sich das Dorf zu einer Wohngemeinde gewandelt. Viele Erwerbstätige sind deshalb Wegpendler, die in den Agglomerationen Belfort und Montbéliard ihrer Arbeit nachgehen.
Die Ortschaft ist verkehrstechnisch gut erschlossen. Sie liegt an einer Departementsstraße, die von Bermont nach Banvillars führt. Der nächste Anschluss an die Autobahn A36, welche das Gemeindegebiet durchquert, befindet sich in einer Entfernung von ungefähr zwei Kilometern. Weitere Straßenverbindungen bestehen mit Botans und Sevenans.